# Карл фон Мекленбург (1708–1752)
Карл Лудвиг Фридрих фон Мекленбург (на немски: Karl Ludwig Friedrich von Mecklenburg-Strelitz; „Prinz von Mirow“), * 23 февруари 1708 в Щрелиц; † 5 юни 1752 в Миров) е принц от Мекленбург-Щрелиц, господар на Миров и баща на британската кралица София Шарлота.
Той е най-малкият син на херцог Адолф Фридрих II фон Мекленбург-Щрелиц (1658 – 1708) и третата му съпруга Кристиана Емилия фон Шварцбург-Зондерсхаузен (1681 – 1751), дъщеря на принц Kристиан Вилхелм фон Шварцбург-Зондерсхаузен и Антония Сибила фон Барби-Мюлинген.
По-малък полубрат е на херцог Адолф Фридрих III (1686 – 1752), който наследява баща им през 1708 г. Карл получава Миров. Той поддържа контакти с по-късния пруски крал Фридрих (II).

## Фамилия
Карл се жени на 5 февруари 1735 г. в Айзфелд за принцеса Елизабета Албертина фон Сакс-Хилдбургхаузен (* 4 август 1713; † 29 юни 1761), дъщеря на херцог Ернст Фридрих I фон Саксония-Хилдбургхаузен и съпругата му София Албертина фон Ербах-Ербах. Те имат децата:
- Kристиана (1735 – 1794)
- Каролина (*/† 1736)
- Адолф Фридрих IV (1738 – 1794), херцог на Мекленбург-Щрелиц (1752/53 – 1794), наследява чичо си Адолф Фридрих III
- Елизабет Kристина (1739 – 1741)
- София Луиза (1740 – 1742)
- Карл II (1741 – 1816), херцог, от 1815 г. велик херцог на Мекленбург-Щрелиц, женен I. на 8 септември 1768 г. за принцеса Фридерика Каролина Луиза фон Хесен-Дармщат (1752 – 1782), II. na 28 септември 1784 г. за принцеса Шарлота Вилхелмина фон Хесен-Дармщат (1755 – 1785)
- Ернст Готлоб Алберт (1742 – 1814), фелдмаршал
- София Шарлота (1744 – 1818), омъжена на 8 септември 1761 г. Джордж III (1738 – 1820), крал на Великобритания
- Готхелф (1745 – 1745)
- Георг Август (1748 – 1785), императорски генерал-майор в Унгария

- Велик херцог Карл II
- Принцеса Kристиана
- Адолф Фридрих IV
- Принц Ернст
- Принц Георг Август